# Castell de Millars
Castell de Millars és un edifici de Madremanya (Gironès) declarat bé cultural d'interès nacional. És al costat de l'església de Sant Iscle i Santa Victòria del castell de Millars.

## Descripció
El castell és modulat al voltant d'un pati central, d'armes, i es compon de diverses edificacions, essent l'edifici principal el situat al sud i a l'est. A l'exterior hi ha la capella, romànica, de Sant Iscle i Santa Victòria. L'aspecte actual del castell-palau és fruit de diverses reformes en època moderna i contemporània, però manté abundants estructures d'època gòtica. El seu origen és probablement un vil·la romana, posteriorment transformada en casa forta, després castell i a cavall dels segles xiv i xv en castell-palau. No en romanen elements antics o alt-medievals, per bé que en el subsòl és més que probable la conservació de restes.
La façana sud incorpora la porta principal, un escut amb les armes del Millars i diverses finestres d'època moderna, d'estil clàssic. També hi ha un portal amb arc de mig punt que s'obre a una passadís que duu al pati d'armes, on en un dels arcs hi ha els escuts dels Peguera i Vilana. En el pati hi ha dues finestres coronelles gòtiques trilobulades, possiblement del segle xiv. A la façana oest hi ha dues finestres gòtiques, del finals del segle xv, amb columneta i decorades amb fulles de palmera; a la façana est també hi ha una finestra gòtica, polilobulada, i diverses espitlleres, tapiades. La façana nord és similar a la sud, amb finestres de dintell, clàssiques.
La torre, situada a la part central de l'oest del castell, és de planta, aproximadament de 8 per 6 m., de tres pisos i amb un coronament de merlets espitllerats. A la façana est presenta al primer pis una finestra coronella gòtica i al segon i tercer pis dues finestres dovellades d'arc de mig punt, possiblement del segle xiii; també conserva diverses espitlleres a diferents nivells. Les façanes nord i oest són molt semblants, disposant d'una finestra amb dovelles en un dels laterals i diverses espitlleres.

## Història
Les referències al lloc de Millars són abundants en la documentació medieval i es remunten ja al segle ix, en un diploma de Lluís el Pietós de l'any 834 on reconeix la possessió al bisbe Gotmar de Girona la possessió d'un alou anomenat Miliasam villam, ben probablement d'origen romà. La família Millars és documentada a partir de l'any 1139 amb Bernat de Millars, possible cabaler del Comte Berenguer IV. A partir del segle xii són documentats diversos cavallers de Millars, dinastia que es pot resseguir fins al segle xvii quan s'entronquen als Vilana i a finals del segle xix i fins a l'actualitat amb els Gomar.